# 싱가포르 항공 카고의 운항 노선
아래는 싱가포르 항공 카고의 취항지 목록이다 (2015년 9월 현재)

## 운항 노선

### 아시아

#### 동아시아
- 중화인민공화국
  - 상하이 - 상하이 푸둥 국제공항
- 홍콩
  - 홍콩 - 홍콩 첵랍콕 국제공항

#### 동남아시아
- 싱가포르
  - 싱가포르 - 싱가포르 창이 국제공항 허브
- 태국
  - 방콕 - 수완나품 국제공항

#### 남아시아
- 인도
  - 델리 - 인디라 간디 국제공항
  - 뭄바이 - 차트라파티 시바지 국제공항
  - 첸나이 - 첸나이 국제공항
  - 방갈로르 - 벵갈루루 국제공항

#### 서남아시아
- 아랍에미리트
  - 샤르자 - 샤르자 국제공항

### 아프리카

#### 동아프리카
- 케냐
  - 나이로비 - 조모 케냐타 국제공항

#### 남아프리카
- 남아프리카 공화국
  - 요하네스버그 - OR 탐보 국제공항

### 유럽

#### 서유럽
- 영국
  - 런던 - 런던 히드로 국제공항
- 벨기에
  - 브뤼셀 - 브뤼셀 국제공항
- 네덜란드
  - 암스테르담 - 암스테르담 스키폴 국제공항

### 북아메리카
- 미국
  - 댈러스 - 댈러스 포트워스 국제공항
  - 로스앤젤레스 - 로스앤젤레스 국제공항
  - 신시내티 - 신시내티 노던켄터키 국제공항
  - 앵커리지 - 테드 스티븐스 앵커리지 국제공항

### 오세아니아
- 오스트레일리아
  - 시드니 - 시드니 킹스포드 국제공항
  - 멜버른 - 멜버른 국제공항
- 뉴질랜드
  - 오클랜드 - 오클랜드 국제공항

## 과거 취항지

### 아시아

#### 동아시아
- 대한민국
  - 서울 - 인천국제공항
- 중화인민공화국
  - 광저우 - 광저우 바이윈 국제공항
  - 난징 - 난징 루커우 국제공항
  - 샤먼 - 샤먼 가오치 국제공항
  - 충칭 - 충칭 장베이 국제공항
  - 톈진 - 톈진 빈하이 국제공항[2]
- 마카오
  - 마카오 - 마카오 국제공항
- 대만
  - 타이베이 - 타이완 타오위안 국제공항
- 일본
  - 도쿄 - 나리타 국제공항
  - 오사카 - 간사이 국제공항
  - 나고야 - 주부 센토레아 국제공항

#### 동남아시아
- 말레이시아
  - 페낭 - 페낭 국제공항
- 베트남
  - 하노이 - 노이바이 국제공항
- 인도네시아
  - 자카르타 - 수카르노 하타 국제공항
  - 메단 - 쿠알라나무 국제공항
- 필리핀
  - 마닐라 - 니노이 아키노 국제공항

#### 남아시아
- 방글라데시
  - 다카 - 샤잘랄 국제공항
- 인도
  - 콜카타 - 네타지 수바스 찬드라 보스 국제공항
- 스리랑카
  - 콜롬보 - 반다라나이케 국제공항

#### 서남아시아
- 아랍에미리트
  - 아부다비 - 아부다비 국제공항
  - 두바이 - 두바이 국제공항
- 쿠웨이트
  - 쿠웨이트 시티 - 쿠웨이트 국제공항[3]

### 아프리카

#### 서아프리카
- 나이지리아
  - 라고스 - 무르탈라 모하메드 국제공항

### 유럽

#### 서유럽
- 영국
  - 글래스고 - 글래스고 공항[4]
- 프랑스
  - 파리 - 파리 샤를 드 골 국제공항
- 독일
  - 뮌헨 - 뮌헨 국제공항
  - 라이프치히 - 라이프치히 할레 공항
- 아일랜드
  - 더블린 - 더블린 공항[5]
- 룩셈부르크
  - 룩셈부르크 시티 - 룩셈부르크 핀델 국제공항

#### 동유럽
- 러시아
  - 모스크바 - 도모데도보 국제공항

#### 남유럽
- 튀르키예
  - 이스탄불 - 아타튀르크 국제공항

#### 북유럽
- 덴마크
  - 코펜하겐 - 코펜하겐 카스트럽 국제공항

### 아메리카

#### 북아메리카
- 미국
  - 뉴욕 - 존 F. 케네디 국제공항
  - 샌프란시스코 - 샌프란시스코 국제공항
  - 시카고 - 시카고 오헤어 국제공항
  - 애틀랜타 - 애틀랜타 하츠필드 잭슨 국제공항

#### 남아메리카
- 브라질
  - 캄피나스 - 비라코푸스 캄피나스 국제공항
- 에콰도르
  - 키토 - 마리스칼 수크레 국제공항
- 콜롬비아
  - 보고타 - 엘도라도 국제공항

### 오세아니아
- 오스트레일리아
  - 브리즈번 - 브리즈번 공항
  - 애들레이드 - 애들레이드 공항